# Schloss Falkenberg (Wabern)

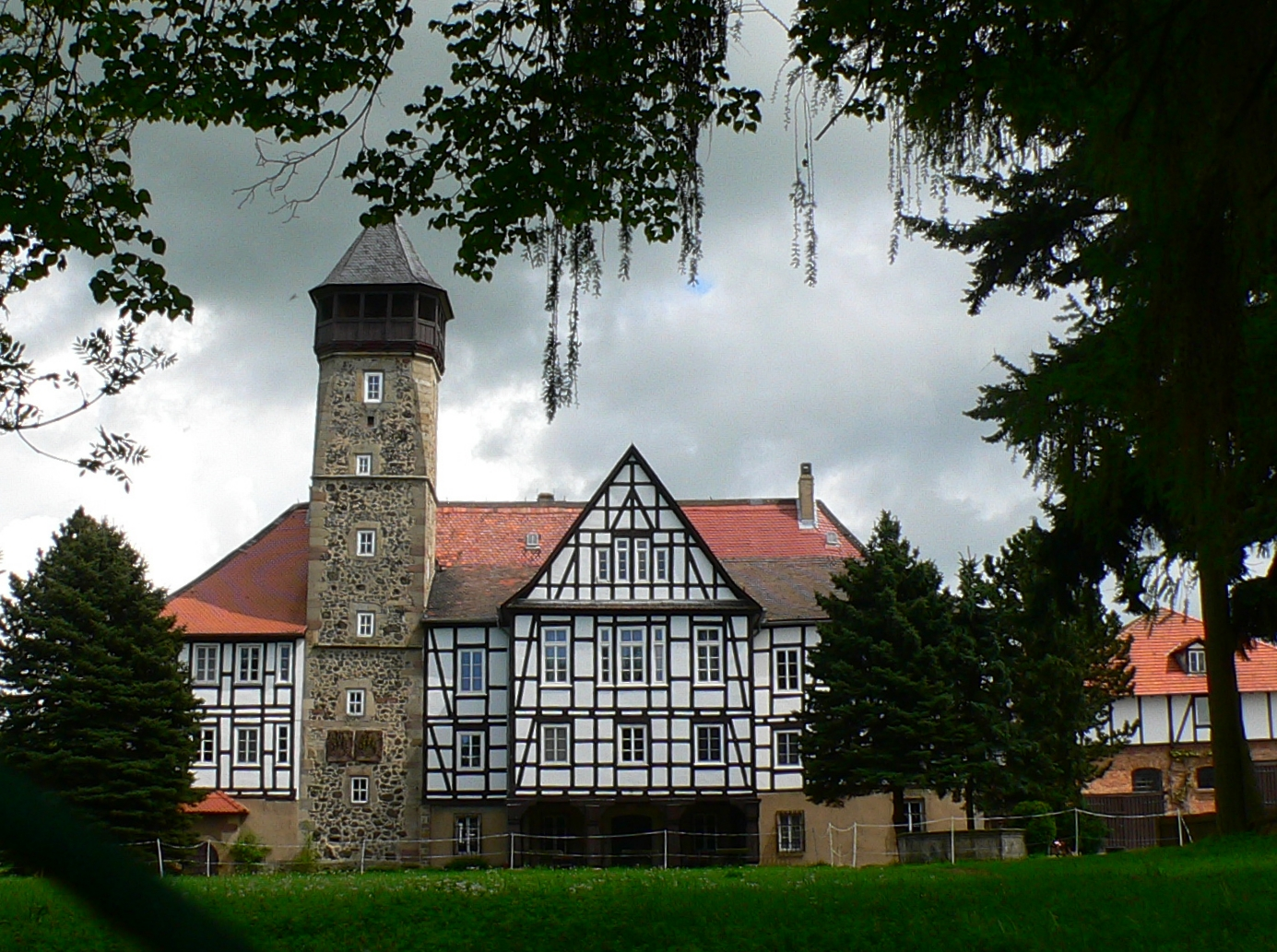
Schloss Falkenberg

Das Schloss Falkenberg ist ein ehemaliger Adelssitz in Falkenberg, einem Ortsteil der Gemeinde Wabern im Schwalm-Eder-Kreis in Nordhessen. Es liegt am südöstlichen Ortsrand, unterhalb des Schlossbergs, inmitten eines weitläufigen Gutshofs, dem ehemaligen Rittergut Falkenberg.

## Die Anlage
Das heutige Schloss stammt in der Hauptsache aus den Jahren 1560 bis 1778. Es ist ein mächtiger, im Grundriss unregelmäßiger Bau mit zwei Fachwerkgeschossen in Stockwerkbauweise auf einem massiven Untergeschoss, mit Krüppelwalmdach und einem das Gebäude weit überragenden massiv-steinernen Turm. Der Haupttrakt ist ca. 27 m lang und 12 m breit; die östliche, hofseitige Fassade springt in ihrem nördlichen Teil knapp einem Meter hervor. An der dem Schlosspark mit Teich und Brunnen zugewandten Westseite ist im nördlichen Teil der quadratische Treppenturm in den Haupttrakt integriert. Der siebenstöckige, steinerne Turm ragt mit zwei Stockwerken über den Dachfirst des Schlosses hinaus. Er endet mit einem hölzernen achten Stockwerk mit offener Aussichtsplattform unter einem hölzernen Zeltdach. Am Nordende des Haupttrakts schließt im rechten Winkel nach Osten ein gleich hoher Seitenflügel mit etwa 12 m × 12 m Grundfläche an. Am Südende befindet sich ein ebenfalls nach Osten ausgerichteter, etwa 1,5 m hervorspringender Seitenrisalit. Auf der Parkseite ragt im Südteil, nahezu mittig, ein etwa 7 m breiter, auf Holzpfeilern ruhender prächtiger Anbau mit Fachwerkgiebel in voller Höhe rund 3 m nach Westen hinaus.
Die barocken Gartenplastiken der vier Jahreszeiten stammen aus der Zeit um 1760, die Brunnenfigur des Neptun wohl von 1616. 
Der Schlosshof im Osten und Süden ist von Wirtschaftsgebäuden umringt, die heute teilweise Pferdestallungen, teilweise Wohngebäude sind.

## Geschichte
Das Schloss, bzw. ein Vorgängerbau desselben, die sogenannte Unterburg, wurde in den Jahren 1513 bis 1516 von dem letzten Herrn von Hebel erbaut, mit dessen Tod im Jahre 1521 sein Geschlecht in der männlichen Linie erlosch. Die Burg war quadratisch mit großem gewölbtem Keller und rundem Treppenturm. Die Herren von Falkenberg, von denen von Hebel in der Mitte des 13. Jahrhunderts abgezweigt, erbten die Unterburg und zogen von ihrer alten, mehrfach zerstörten und wieder aufgebauten Burg Falkenberg, der sogenannten Oberburg auf dem Bergkegel über dem Dorf, hinab in die neue Burg. Die Oberburg wurde aufgegeben, verfiel sehr bald und wurde nach 1621 abgebrochen.
Die Falkenberger bauten die Unterburg im Jahre 1560 zu einem geräumigen Schloss aus. Dabei wurde der Nordostflügel im rechten Winkel zur bestehenden Wohnburg angebaut, womit diese einen L-förmigen Grundriss erhielt, und der runde Treppenturm abgebrochen und statt seiner der quadratische steinerne Turm an der Parkseite errichtet. Aus dieser Erweiterungsphase stammen die großen Räume in drei Geschossen mit Balkendecken auf Holzsäulen und der Kamin im Erdgeschoss. Gleichzeitig wurde das Schloss mit umfangreichen Bastionen befestigt, deren Reste zum Teil im Süden noch sichtbar sind bzw. in die dortigen Stallungen verbaut sind. 
Die Falkenberger starben 1613 im Mannesstamm aus, und ihr Besitz, darunter auch das Schloss in Falkenberg, fiel als erledigtes Lehen an den Landgrafen Moritz von Hessen-Kassel heim. Dieser ließ das Schloss nach Süden erweitern und die schönen Kamine im 1. und 2. Obergeschoss einbauen. Die Bastionen wurden teilweise wieder entfernt. Im Jahre 1616 schenkte Moritz die beiden Dörfer Falkenberg und Rockshausen und das Schloss Falkenberg seiner zweiten Frau Juliane und seinem jüngsten Sohn Moritz (1614–1633).
Im Jahr 1631 soll General Tilly, 1637 Johann von Werth in Falkenberg gehaust haben, und 1640 wurden das Dorf und das Schloss von kaiserlichen Truppen in Brand gesteckt. 
Nach dem frühen Tod von Moritz d. J. im Jahre 1633 kamen Schloss und Dorf Falkenberg an seinen ältesten Bruder, Hermann, Regent der 1627 von Landgraf Moritz geschaffenen teilsouveränen Landgrafschaft Hessen-Rotenburg. Das Schloss blieb danach fast 200 Jahre lang Eigentum der Landgrafen von Hessen-Rotenburg. Es wurde 1762, im Siebenjährigen Krieg, ein zweites Mal und 1771 durch einen Brand ein drittes Mal stark beschädigt. In den Jahren 1775–1778 erfolgte eine weitere Erweiterung in Form des stattlichen auf Holzsäulen ruhenden Fachwerkanbaus auf der Parkseite.
Der letzte Landgraf von Hessen-Rotenburg, Victor Amadeus, überließ (oder verkaufte) das Schloss mit den Gütern Falkenberg und Rockshausen 1829 seinem Halbbruder, dem Oberforstmeister Ernst von Blumenstein (1796–1875). Ernst von Blumenstein verkaufte Schloss und Gut Falkenberg 1872, drei Jahre vor seinem Tod, an den Musiker und Gutsbesitzer Johann Ludwig Gebhard von Alvensleben. In den Jahren 1899 bis 1910 wechselte der Besitzer sechsmal. Von 1910 bis 1919 war Freiherr Franz Werner von Droste-Hülshoff Besitzer. Auf ihn folgte von 1919 bis 1933 Geheimrat von Oswald zu Burgwedel, der das Anwesen durchgreifend erneuern ließ. 1933 kamen Schloss und Rittergut in den Besitz des Kasseler Großindustriellen Oscar Robert Henschel. Die Familie Henschel bewohnte nach dem verheerenden Luftangriff auf Kassel am 22. Oktober 1943 das Schloss bis zum Ende der 1950er Jahre. 1960 erwarb die Siedlungsgesellschaft „Hessische Heimstätte“ den Besitz. 1967 wurden aus dem Gutsbesitz zwei Vollbauernstellen gemacht, und das Schloss wurde verkauft und von dem neuen Besitzer zum Hotel- und Gaststättenbetrieb „Schloß Falkenberg“ umgestaltet. Die Schlossgastronomie hielt sich jedoch nur bis 1978. 
Seit 1978 ist der Verein „Hoffnung für Dich“ mit seinen diakonischen Einrichtungen Besitzer des Schlosses und der umgebenden Hofanlage.
Koordinaten: 51° 4′ 10″ N, 9° 23′ 54″ O